# Marsaxlokk FC
Marsaxlokk Football Club er en maltesisk fodboldklub fra Marsaxlokk.

## Titler

### Nationalt
Klubben har vundet følgende titler: 
- Malta Premier League: 2006/07